# Giovanni Lacchini
Pour les articles homonymes, voir Lacchini.
Giovanni Battista Lacchini, né le 20 mai 1884 à Faenza et mort dans la même ville le 6 janvier 1967, est un astronome italien.

## Biographie
Giovanni Lacchini était à l'origine un employé des postes italiennes. Passionné d'astronomie, il fit construire, en 1920, sur le toit de sa maison un petit observatoire astronomique. Astronome amateur, il étudia notamment le phénomène astronomique des étoiles variables dont la luminosité varie. 
En 1922, il fut nommé membre de la Commission des étoiles variables de l'Union astronomique internationale. 
Le 16 octobre 1930, il débute à l'observatoire astronomique de Turin.
En 1933, il est affecté à l'observatoire astronomique de Trieste, poste qu'il conservera jusqu'à sa retraite en 1952. 
Un cratère lunaire porte le nom de Lacchini en son honneur.

## Publications
Giovanni Lacchini a publié plus d'une centaine d'articles, notamment dans les publications scientifiques suivantes :   
- Astronomische Nachrichten ;
- Memorie della Società Astronomica Italiana ("Mémoires de la Société astronomique italienne") ;
- Memorie della Società degli spettroscopisti italiani ("Mémoires de la Société des spectroscopistes italiens") ;
- Rendiconti della R. Accademia nazionale dei Lincei Classe di scienze fisiche, matematiche e naturali ;
- Sapere ;
- Coelum ;
- Atlante Celeste ;
- Atlante Celeste spettroscopico.